# Nordenkampen
El Nordenkampen (en sueco: Lucha nórdica), también conocido internacionalmente como Nordic Indoor Athletics Match (en inglés: Encuentro Nórdico de Atletismo en Pista Cubierta) es una competición internacional anual de atletismo en pista cubierta entre los países nórdicos de Finlandia, Noruega y Suecia originalmente, a los que se sumaron en 2015 Dinamarca e Islandia, que participan con un equipo combinado fuera de competición. El concurso se celebró por primera vez en 2011 en la ciudad finesa de Tampere. La competición nacional suele decidirse en febrero, justo al comienzo de la temporada bajo techo.
Desde 2022, tras la cancelación de la edición de 2021, la cita nórdica cuenta como encuentro oficial de la categoría challenger del World Athletics Indoor Tour, siendo uno de los cuatro encuentros challenger en 2022, uno de los trece en 2023 y será uno de los diecisiete en la edición de 2024.

## Resultados
| 2011 | Tampere   | Suecia · Puntos: 115    | Finlandia · Puntos: 114           | Noruega · Puntos: 68            |                                  | Suecia · Puntos: 119    | Finlandia · Puntos: 96            | Noruega · Puntos: 83            |                                  |
| 2012 | Steinkjer | Suecia · Puntos: 106    | Finlandia · Puntos: 90            | Noruega · Puntos: 79            |                                  | Suecia · Puntos: 123    | Finlandia · Puntos: 83            | Noruega · Puntos: 70            |                                  |
| 2013 | Växjö     | Suecia · Puntos: 109    | Finlandia · Puntos: 92            | Noruega · Puntos: 68            |                                  | Suecia · Puntos: 104    | Finlandia · Puntos: 92            | Noruega · Puntos: 75            |                                  |
| 2014 | Tampere   | Suecia · Puntos: 112    | Finlandia · Puntos: 95            | Noruega · Puntos: 68            |                                  | Finlandia · Puntos: 102 | Suecia · Puntos: 102              | Noruega · Puntos: 70            |                                  |
| 2015 | Bærum     | Suecia · Puntos: 126,5  | Dinamarca/ Islandia Puntos: 118,5 | Finlandia · Puntos: 117         | Noruega Puntos: 98               | Suecia · Puntos: 146    | Finlandia · Puntos: 115           | Noruega · Puntos: 106           | Dinamarca/ Islandia Puntos: 86   |
| 2016 | Växjö     | Suecia · Puntos: 146    | Noruega · Puntos: 117             | Finlandia · Puntos: 111         | Dinamarca/ Islandia Puntos: 85   | Suecia · Puntos: 155    | Dinamarca/ Islandia Puntos: 103,5 | Finlandia · Puntos: 101,5       | Noruega · Puntos: 100            |
| 2017 | Tampere   | Finlandia · Puntos: 140 | Suecia · Puntos: 121,5            | Noruega · Puntos: 108,5         | Dinamarca/ Islandia Puntos: 90   | Suecia · Puntos: 138    | Finlandia · Puntos: 122           | Noruega · Puntos: 116           | Dinamarca/ Islandia Puntos: 84   |
| 2018 | Upsala    | Suecia · Puntos: 143,5  | Finlandia · Puntos: 116           | Noruega · Puntos: 114,5         | Dinamarca/ Islandia Puntos: 70   | Suecia · Puntos: 146,5  | Finlandia · Puntos: 115           | Noruega · Puntos: 95            | Dinamarca/ Islandia Puntos: 83,5 |
| 2019 | Bærum     | Suecia · Puntos: 139    | Noruega · Puntos: 104,5           | Dinamarca/ Islandia Puntos: 102 | Finlandia · Puntos: 97,5         | Suecia · Puntos: 131,5  | Finlandia · Puntos: 118,5         | Noruega · Puntos: 103           | Dinamarca/ Islandia Puntos: 88   |
| 2020 | Helsinki  | Suecia · Puntos: 141    | Finlandia · Puntos: 108           | Noruega · Puntos: 105,5         | Dinamarca/ Islandia Puntos: 88,5 | Suecia · Puntos: 139    | Finlandia · Puntos: 114           | Dinamarca/ Islandia Puntos: 96  | Noruega · Puntos: 94             |
| 2021 | Cancelada |                         |                                   |                                 |                                  |                         |                                   |                                 |                                  |
| 2022 | Upsala    | Suecia · Puntos: 154    | Noruega · Puntos: 139             | Finlandia · Puntos: 120         | Dinamarca/ Islandia Puntos: 67   | Suecia · Puntos: 148    | Finlandia · Puntos: 128           | Dinamarca/ Islandia Puntos: 117 | Noruega · Puntos: 87             |
| 2023 | Karlstad  | Noruega · Puntos: 130,5 | Suecia · Puntos: 126              | Finlandia · Puntos: 125         | Dinamarca/ Islandia Puntos: 94,5 | Suecia · Puntos: 163    | Noruega · Puntos: 108             | Finlandia · Puntos: 107,5       | Dinamarca/ Islandia Puntos: 98,5 |
| 2024 | Bærum     | 11 de febrero de 2024   | 11 de febrero de 2024             | 11 de febrero de 2024           | 11 de febrero de 2024            | 11 de febrero de 2024   | 11 de febrero de 2024             | 11 de febrero de 2024           | 11 de febrero de 2024            |

- En 2014, Suecia y Finlandia terminaron con el mismo resultado en la competición femenina, pero Finlandia se llevó la victoria gracias a más victorias individuales en campo (6-5).